# La Tour-Blanche-Cercles
La Tour-Blanche-Cercles község Franciaország Új-Aquitania régiójában, Dordogne megyében. Új községként 2017. január 1-jén jött létre két korábbi község: La Tour-Blanche és Cercles egyesítésével. Lakosainak száma 549 fő (2022. január 1.).

## Népesség
| Lakosok száma | 605  | 595  | 585  | 574  | 563  | 555  | 549  |
|               | 2015 | 2017 | 2018 | 2019 | 2020 | 2021 | 2022 |